# أيت علي
أيت علي قرية مغربية قديمة النشأة تقع بسهل تادلة بالوسط الغربي للمملكة، تابعة لإقليم بني ملال بجهة بني ملال خنيفرة. تحدها شمالا مدينة قصبة تادلة التي تبعد بحوالي 12 كيلومتر، وجنوبا تاكزيرت التي تبعد بحوالي 7 كيلومترات، أما شرقا فتحدها إغرم العلام التي تبعد بحوالي 9 كيلومترات وغربا أولاد ايعيش التي هي الأخرى تبعد بحوالي 12 كيلو متر. و هي تابعة لجماعة كطاية. تضم هذه القرية حوالي 8000 نسمة (إحصاء 2004).